# Wybory prezydenckie w Gwinei w 2010 roku

Położenie Gwinei na mapie Afryki

Wybory prezydenckie w Gwinei w 2010 roku odbyły się 27 czerwca 2010 i były pierwszymi demokratycznymi wyborami w Gwinei od czasu ogłoszenia niepodległości w 1958. Ich organizacja stała się możliwa dzięki porozumieniu rządzącej junty wojskowej z opozycją w styczniu 2010.
W pierwszej turze głosowania z 27 czerwca najwięcej głosów zdobył były premier Cellou Dalein Diallo (43,68% głosów), który zmierzył się w drugiej turze z wieloletnim liderem opozycji Alphą Condé (18,25%). Druga tura głosowania, początkowo planowana na 18 lipca 2010, była trzykrotnie odkładana. Złożył się na to długi czas rozpatrywania skarg wyborczych, problemy organizacyjne i logistyczne, a także spór o obsadę stanowiska przewodniczącego komisji wyborczej. Przełożona na 19 września, a następnie na 24 października, odbyła się ostatecznie 7 listopada 2010. Opóźnienia w procesie wyborczym doprowadziły pod koniec października do wybuchu zamieszek o podłożu etnicznym.
W drugiej turze głosowania z 7 listopada 2010 zwyciężył Alpha Condé, zdobywając 52,5% głosów. Z powodu przegranej Cellou Daleina Diallo doszło ponownie do protestów i starć ze służbami bezpieczeństwa, a władze wprowadziły w całym kraju stan wyjątkowy. Międzynarodowi obserwatorzy uznali głosowanie za wolne i sprawiedliwe oraz pochwalili cały proces wyborczy. 21 grudnia 2010 Alpha Condé został zaprzysiężony na stanowisku prezydenta Gwinei.

## Organizacja wyborów
Gwinea od czasu uzyskania niepodległości w 1958 nie doświadczyła w pełni demokratycznych rządów. W chwili śmierci wieloletniego prezydenta Lansany Conté w grudniu 2008 w kraju doszło do zamachu stanu pod wodzą kapitana Moussy Dadis Camary. Prezydent Gwinei zgodnie z konstytucją wybierany jest na 7 lat w głosowaniu powszechnym i nie jest ograniczony limitem kadencji. Poprzednie wybory odbyły się w grudniu 2003, tak więc mandat prezydenta Conté upływał dopiero w grudniu 2010.
Początkowo junta wojskowa deklarowała zamiar organizacji wyborów zgodnie z ich konstytucyjnym terminem w grudniu 2010. Jednakże pod naciskiem opinii społecznej w styczniu 2010 zmieniła zdanie i zobowiązała się do przeprowadzenia zarówno wyborów prezydenckich, jak i parlamentarnych z rocznym wyprzedzeniem, do końca 2009. Kapitan Camara zobowiązał się także do nieuczestniczenia w nich. W kwietniu 2009 zmienił jednak zdanie i stwierdził, że „jak każdy obywatel ma prawo wziąć udział w wyborach prezydenckich”. Pod koniec marca rząd wyznaczył datę wyborów prezydenckich na 14 grudnia 2009. W połowie sierpnia przesunął jednak ich termin, wyznaczając nową datę na 31 stycznia 2010. Kilka dni później Camara raz jeszcze ogłosił, że nie wyklucza możliwości wzięcia w nich udziału.
Startowi Camary w wyborach sprzeciwiała się opozycja, która oskarżała juntę o łamanie zasad demokracji. We wrześniu 2009 zorganizowała antyrządowy protest na stadionie w Konakry, który został brutalnie stłumiony przez siły bezpieczeństwa. W wyniku działań wojska zginęło wówczas co najmniej 157 osób. Pacyfikacja pokojowej manifestacji spotkała się z ostrą krytyką społeczności międzynarodowej oraz krajowej opozycji i społeczeństwa, co postawiło pod znakiem zapytania możliwość organizacji wyborów w wyznaczonym czasie. Dodatkowo, 3 grudnia 2009 Camara – potencjalny główny kandydat w wyborach – został poważnie postrzelony w głowę przez swojego współpracownika i hospitalizowany w Maroku. Realną władzę w Gwinei objął jego zastępca o bardziej umiarkowanych poglądach Sékouba Konaté, który w styczniu 2010 doprowadził do porozumienia z opozycją. Porozumienie, podpisane 15 stycznia 2010, przewidywało wejście opozycji do rządu i utworzenie wspólnego gabinetu jedności narodowej oraz organizację wolnych wyborów w ciągu 6 miesięcy. Zakazem startu zostali objęci członkowie rządzącej junty oraz nowego rządu. 22 lutego 2010 komisja wyborcza wyznaczyła datę wyborów prezydenckich na 27 czerwca 2010, z II turą głosowania w miarę potrzeby 18 lipca 2010. Czas na zgłaszanie kandydatów upływał 29 kwietnia 2010, a kampania wyborcza była przewidziana na okres od 17 maja do 26 czerwca 2010. Uprawnionych do głosowania było ponad 4,3 mln wyborców.

## Kandydaci
24 maja 2010 Niezależna Krajowa Komisja Wyborcza (CENI) ogłosiła nazwiska 24 kandydatów dopuszczonych do udziału w wyborach prezydenckich. Komisja zarejestrowała wszystkich zgłoszonych kandydatów, odrzucając tylko tych, którzy nie uiścili wymaganej opłaty. Wśród kandydatów znaleźli się trzej nominowani przez juntę wojskową: Boubacar Barry, Papa Kolie Kouroumah oraz Bouna Keita. Żaden z nich, według komentatorów prasowych, nie mógł jednak liczyć na wysoki wynik wyborczy. Była rządząca partia prezydenta Conté (PUP, Partia Jedności i Postępu) wystawiła Aboubacara Somparé, byłego przewodniczącego parlamentu. Kandydatami głównych partii opozycyjnych zostali trzej byli premierzy Lansana Kouyaté, Cellou Dalein Diallo (UDFG, Unia Sił Demokratycznych Gwinei), Sidya Touré (UFR, Unia Sił Republikańskich), a także lider największej partii opozycyjnej Alpha Condé (RPG, Zgromadzenie Ludu Gwinei). Zdaniem komentatorów prasowych największe szanse na zwycięstwo mieli trzej ostatni z nich.
- Kandydaci na urząd prezydenta[14][15]:

1. Boubacar Bah (ADPG) – pochodzi jednej z gmin w pobliżu Konakry, przez 20 lat mieszkał w USA, gdzie ukończył studia
2. Ousmane Bah (Union pour le Progrès et le Renouveau, UPR) – lider UPR, zaangażowany w działalność polityczną od 1991, z wykształcenia chemik, lat 60
3. Mamadou Baadiko Bah (Union des Forces Démocratiques, UFD) – lider UDF od 2005, z wykształcenia księgowy, były lider Federacji Studentów Afrykańskich we Francji, 52 lata
4. Joseph Bangoura (UDIG)
5. Boubacar Barry (PNR) – po dojściu do władzy kapitana Camary w grudniu 2008 minister stanu ds. budownictwa, planowania terytorialnego i ochrony dziedzictwa, ur. 1964
6. Abraham Bouré (RGUD) – ekonomista, doradca premiera Sidyi Touré pod koniec lat 90.
7. Alpha Condé (Rassemblement du Peuple de Guinée, RPG) – lider RPG od 1987, kandydat w wyborach prezydenckich w 1993 oraz w 1998
8. Cellou Dalein Diallo (Union des Forces Démocratiques de Guinée, UFDG) – ekonomista, lider UFDG od 2007, premier Gwinei w latach 2004–2006
9. Mamady Diawara (Parti du Travail et de la Solidarité, PTS) – przedsiębiorca, były członek PUP, od 2009 lider PTS
10. François Lonceny Fall (Front Uni pour le Développement et le Changement, FUDEC) – były minister spraw zagranicznych, a następnie premier Gwinei od lutego do kwietnia 2004, były ambasador Gwinei przy ONZ, ur. 1949
11. Ibrahima Kassory Fofana (Guinée pour tous, GPT) – minister finansów w latach 1997–2000
12. Ousmane Kaba (Parti Libéral pour l’Union et la Solidarité, PLUS) – minister gospodarki w rządzie premiera Sidyi Touré
13. Saran Daraba Kaba (Convention Démocratique Panafricaine, CDP) – z wykształcenia farmaceuta, były minister spraw socjalnych oraz promocji praw kobiet i dzieci, laureat Nagrody Praw Człowieka ONZ
14. Alpha Ibrahima Keira (PR) – zawodowy dyplomata, kilkukrotny minister w czasach prezydentury Lansany Conté
15. Bouna Keita (RGP) – biznesmen, po przejęciu władzy przez kapitana Camarę w grudniu 2008 przyłączył się do koalicji kilku mniejszych partii popierających politykę junty wojskowej
16. Papa Kolie Kouroumah (RDR) – przedsiębiorca, po przejęciu władzy przez juntę wojskową jeden ze zwolenników nowych władz
17. Lansana Kouyaté (Parti de l’Espoir pour le Développement National, PEDN) – zawodowy dyplomata, pracował w strukturach ONZ, sekretarz generalny ECOWAS, premier Gwinei w 2007
18. Aboubacar Somparé (Parti de l’Unité et du Progrès, PUP) – z wykształcenia matematyk, przewodniczący parlamentu w latach 2002–2008, pełniący obowiązki prezydenta po śmierci Lansany Conté
19. Fodé Mohamed Soumah (Génération citoyenne, GECI) – z zawodu analityk finansowy, wcześniej niezwiązany z polityką, mieszkał we Francji, gdzie pracował w sektorze bankowym
20. Ibrahima Abe Sylla (Nouvelle Génération pour la République, NGR) – przedsiębiorca mieszkający przez 40 lat w USA
21. Elhadj Mamadou Sylla (UDG) – były dyrektor przedsiębiorstwa Futurelec
22. Jean Marc Telliano (Rassemblement pour le Développement Intégré, RDIG) – nieznany szerszej opinii publicznej emigrant z Europy, jego partia wywodzi się z niewielkiej organizacji pozarządowej
23. Sidya Touré (Union des Forces Républicaines, UFR) – lider UFR od 2000, premier Gwinei w latach 1996–1999
24. M’Bemba Traoré (PDU) – z wykształcenia lekarz, studiował w Czechach, gdzie przebywał następnie przez 15 lat; po powrocie do Gwinei pracował w służbie zdrowie i wykładał na uniwersytecie

Kampania wyborcza w dużej mierze przebiegła w spokojnej atmosferze. Do jedynego większego incydentu doszło 24 czerwca 2010, na trzy dni przed wyborami, gdy w starciu zwolenników dwóch kandydatów zginęło w zależności od źródeł od 4 do 6 osób. W dniu głosowania porządku strzegło 16 tys. funkcjonariuszy sił porządkowych rozlokowanych w ok. 8 tys. lokalach wyborczych. W czasie kampanii wszyscy kandydaci składali zobowiązania odbudowy gospodarki i przywrócenia prawa i porządku. Dzień przed głosowaniem p.o. prezydenta Sékouba Konaté, stwierdził, że kraj stanął „przed osądem historii” i jego dalsze losy zależą od wyborców. Dodał, że obywatele stanęli przed wyborem między „pokojem, wolnością i demokracją a chaosem i niestabilnością”.

## Głosowanie i ogłoszenie wyników pierwszej tury wyborów

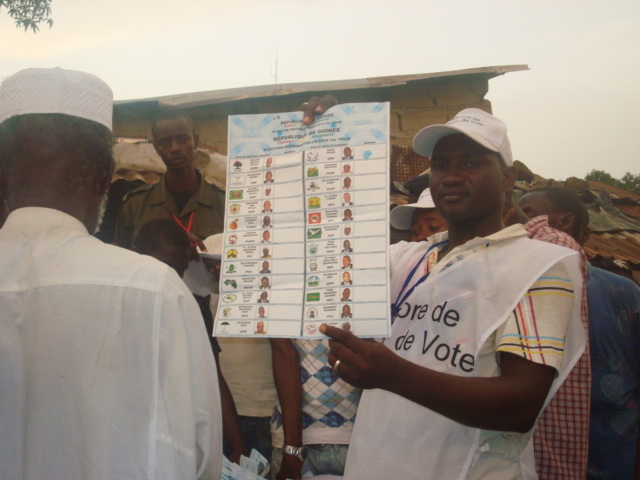
Karta wyborcza w I turze głosowania

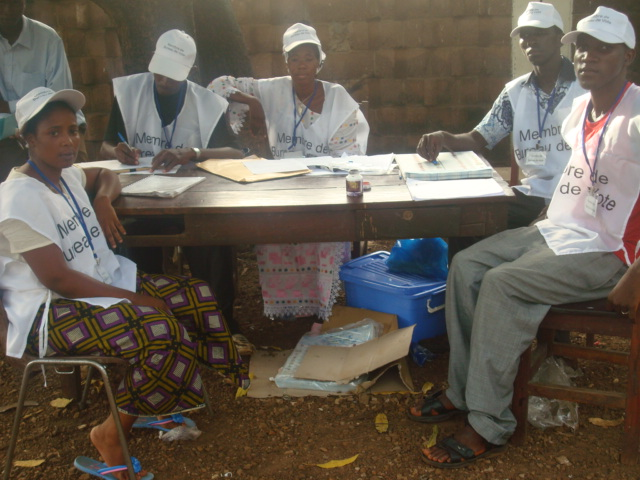
Gwinejska komisja wyborcza

Głosowanie w dniu 27 czerwca 2010 przebiegło w sposób pokojowy, przy wysokiej frekwencji, szacowanej na 75–80%. Z powodu długich kolejek w lokalach wyborczych zostało przedłużone o 2 godziny, do godz. 20:00. Wstępnie wyniki wyborów miały być znane w ciągu trzech dni. Jednak 30 czerwca 2010 komisja wyborcza przesunęła datę ogłoszenia wyników o 2 dni z powodów technicznych i logistycznych. 2 lipca 2010 wyniki zostały ogłoszone zgodnie z zapowiedzią. Do drugiej tury głosowania przeszedł były premier Cellou Dalein Diallo (39,72% głosów) oraz Alpha Condé (20,67%). Trzecie miejsce zajął były premier Sidya Touré (15,60%), a czwarte były premier Lansana Kouyaté (7,75%). Frekwencja wyborcza wyniosła 77%.
Alpha Condé zapowiedział zaskarżenie części wyników do Sądu Najwyższego. Podobną decyzję podjął Touré. Partie polityczne miały na to czas do 13 lipca, a sąd miał następnie trzy dni na rozpatrzenie wniosków. Partie tych dwóch kandydatów stwierdziły, że mają dowody wskazujące na fałszerstwa, w tym na wypełnianie urn wyborczych i fałszowanie kart do głosowania. 5 lipca 2010 rząd zakazał organizacji protestów wyborczych do czasu ogłoszenia werdyktu przez Sąd Najwyższy. 4 lipca p.o. prezydenta Sékoubę Konaté awansował wszystkich żołnierzy od rangi kaprala do majora o jeden stopień w górę w uznaniu ich wysiłków włożonych w organizację bezpiecznego i pokojowego głosowania. Pomimo zakazu rządu 5 lipca 2010 w Konakry doszło do protestu około 3 tysięcy zwolenników Sidyi Touré, którzy demonstrowali w centrum miasta, oskarżając Sékoubę Konaté o uniemożliwienie przeprowadzenia wolnych wyborów. Służby bezpieczeństwa do rozpędzenia protestujących użyły gazu łzawiącego. W następstwie, 6 lipca 2010 Sékouba Konaté zagroził rezygnacją ze stanowiska, stwierdzając, że został znieważony obraźliwymi uwagami opozycji kierowanymi pod jego adresem. Następnego dnia do Konakry udała się misja przedstawicieli Unii Afrykańskiej (UA) na czele z przewodniczącym Komisji UA, Jeanem Pingiem i prezydentem Mali Amadou Toumani Touré, która zaapelowała do Konaté o pozostanie na stanowisku do końca okresu przejściowego i zakończenia procesu wyborczego.
Do 13 lipca 2010 do Sądu Najwyższego wpłynęły skargi wyborcze od prawie wszystkich kandydatów. W konsekwencji komisja wyborcza już 8 lipca 2010 zapowiedziała przesunięcie daty drugiej tury wyborów w celu dokładnego rozpatrzenia wniosków. Zgodnie z ordynacją wyborczą, ponowne głosowanie powinno odbyć się po 14 dniach od zatwierdzenia wyników pierwszej tury wyborów, na co Sąd Najwyższy miał czas do 16 lipca 2010. 17 lipca 2010 premier Jean-Marie Doré poinformował o aresztowaniu przez służby bezpieczeństwa osób podejrzanych o organizowanie i finansowanie protestów społecznych zmierzających zdaniem rządu do zakłócenia porządku publicznego przed drugą turą wyborów.
Sąd Najwyższy ogłosił oficjalne i ostateczne wyniki pierwszej tury wyborów 20 lipca 2010, cztery dni po planowym terminie. Oddalił skargi wyborcze domagające się unieważnienia głosowania i zatwierdził udział w drugiej turze wyborów Cellou Daleina Diallo oraz Alphy Condé. Sąd z powodu „poważnych nieprawidłowości” unieważnił całkowicie wyniki wyborów z 5 dystryktów, w tym tych znajdujących się w stolicy i postrzeganych jako bastiony zwolenników Sidyi Touré. Ostateczne wyniki wyborów różniły się nieco od wyników ogłoszonych przez komisję wyborczą 2 lipca 2010. Cellou Dalein Diallo uzyskał 43,69% głosów, Alpha Condé – 18,25%, a Sidya Touré – 13,02%. Bezpośrednio po ogłoszeniu końcowych wyników komisja wyborcza nie wyznaczyła nowego terminu drugiej tury wyborów, choć jej urzędnicy rozpatrywali jako możliwe daty 8 sierpnia bądź 15 sierpnia 2010.
Głosowanie w pierwszej turze wyborów odzwierciedliło wyraźnie podziały etniczne kraju. Głosując wyborcy kierowali się w pierwszej kolejności przynależnością etniczną kandydatów, a nie ich programem politycznym. Cellou Dalein Diallo i Alpa Condé uzyskali poparcie własnych i zarazem największych grup etnicznych, odpowiednio grupy Peul i Malinke. Sidya Touré również uzyskał poparcie od własnej grupy etnicznej Diakhante, która stanowiła jednak zdecydowaną mniejszość gwinejskiej populacji.

## Ocena pierwszej tury głosowania
Obserwatorzy z amerykańskiej organizacji pozarządowej Centrum Cartera (Carter Centre) tuż po zakończeniu głosowania stwierdzili, że przebiegło ono „w sposób pokojowy, uporządkowany i pośród poczucia podekscytowania”. Ambasada Stanów Zjednoczonych oświadczyła, że głosowanie „przebiegło nadzwyczaj dobrze, zwłaszcza w świetle wymagających czasu wyzwań logistycznych”.
30 czerwca 2010 misja obserwacyjna Unii Europejskiej oświadczyła, że proces wyborczy został przeprowadzony w „ogólnie zadowalających warunkach”. Jej szef Alexander Graf Lambsdorff stwierdził, że nie odnotowano przypadków bezpośrednich fałszerstw wyborczych. Obserwatorzy zanotowali natomiast problemy logistyczne i zalecili poprawę przed drugą turą głosowania, w tym lepsze przeszkolenie członków komisji wyborczych i lepszą dystrybucję materiałów wyborczych. Stany Zjednoczone dopatrzyły się „kilku problemów technicznych i proceduralnych”, jednak stwierdziły, że nie miały one wpływu na wiarygodność wyborów. Wezwały również partie polityczne do niewyolbrzymiania problemów związanych z wyborami.

## Przygotowania do drugiej tury wyborów
| Przebieg procesu wyborczego | Przebieg procesu wyborczego                                                                                              |
| --------------------------- | --- |
| 15 stycznia 2010            | Porozumienie junty wojskowej z opozycją; organizacja wyborów w ciągu 6 miesięcy                                          |
| 22 lutego                   | Wyznaczenie przez komisję wyborczą (CENI) daty wyborów na 27 czerwca i 18 lipca                                          |
| 24 maja                     | Ogłoszenie przez CENI nazwisk 24 kandydatów na urząd prezydenta                                                          |
| 24 czerwca                  | Starcia zwolenników dwóch kandydatów; śmierć od 4 do 6 osób                                                              |
| 27 czerwca                  | I tura głosowania |
| 2 lipca                     | Ogłoszenie wyników I tury wyborów przez CENI; przejście do II tury Cellou Daleina Diallo i Alphy Condé                   |
| 5 lipca                     | Protest zwolenników przegranego Sidyi Touré                                                                              |
| 20 lipca                    | Zatwierdzenie przez Sąd Najwyższy wyników I tury głosowania                                                              |
| 28 lipca                    | Udzielenie poparcia Cellou Daleinowi Diallo przez Sidyę Touré                                                            |
| 6 sierpnia                  | Zgoda Sądu Najwyższego na odroczenie II tury wyborów                                                                     |
| 9 sierpnia                  | Wyznaczenie przez p.o. prezydenta Sékoubę Konaté daty II tury wyborów na 19 września                                     |
| 9 września                  | Skazanie na karę więzienia przewodniczącego komisji wyborczej za nieprawidłowości z I tury wyborów                       |
| 11–12 września              | Starcia między zwolennikami Diallo i Condé; śmierć 1 osoby i zawieszenie kampanii wyborczej                              |
| 14 września                 | Śmierć przewodniczącego komisji wyborczej; początek sporu o obsadę stanowiska                                            |
| 15 września                 | Odroczenie przez CENI II tury wyborów planowanej na 19 września                                                          |
| 22 września                 | Wyznaczenie przez CENI nowej daty II tury wyborów na 10 października; wybór na szefa komisji wyborczej Lonceniego Camary |
| 5 października              | Przesunięcie przez CENI daty głosowania na 24 października                                                               |
| 17–19 października          | Demonstracje zwolenników Diallo przeciwko nominacji Camary na przewodniczącego CENI, śmierć 2 osób                       |
| 19 października             | Usunięcie ze stanowiska Lonceniego Camary i mianowanie nowym szefem CENI malijskiego gen. Siaka Toumany Sangare          |
| 22 października             | Anulowanie daty II tury wyborów przez CENI z powodu opóźnień w przygotowaniach wyborczych                                |
| 22–23 października          | Starcia zwolenników Diallo i Condé; śmierć co najmniej 1 osoby; ucieczka ludności Peul z domostw na płn.-wsch. kraju     |
| 27 października             | Wyznaczenie przez komisję wyborczą nowej daty wyborów na 7 listopada                                                     |
| 7 listopada                 | II tura wyborów prezydenckich                                                                                            |
| 15 listopada                | Ogłoszenie przez CENI wyników II tury głosowania i zwycięstwa Alphy Condé                                                |
| 15–17 listopada             | Protesty zwolenników dwóch kandydatów i zamieszki etniczne; śmierć co najmniej od 7 do 12 osób                           |
| 17 listopada                | Wprowadzenie w Gwinei stanu wyjątkowego i godziny policyjnej                                                             |
| 27 listopada                | Zamknięcie granic państwowych                                                                                            |
| 3 grudnia                   | Zatwierdzenie przez Sąd Najwyższy wyników II tury wyborów i zwycięstwa Alphy Condé                                       |
| 6 grudnia                   | Otwarcie granic państwowych                                                                                              |
| 9 grudnia                   | Zniesienie przez UA sankcji wobec Gwinei                                                                                 |
| 10 grudnia                  | Zniesienie stanu wyjątkowego przez władze Gwinei                                                                         |
| 21 grudnia                  | Zaprzysiężenie Alphy Condé na urząd prezydenta                                                                           |
| 24 grudnia                  | Nominacja Mohameda Saïda Fofany na stanowisko premiera Gwinei                                                            |

22 lipca 2010 Sidya Touré zaakceptował wyniki wyborów, a tym samym własną przegraną i zapowiedział podjęcie rozmów z dwoma kandydatami na urząd prezydenta. Zaoferował swoją współpracę z przyszłym prezydentem i nowym rządem. Stwierdził, że niezależnie od tego czy jest się przegranym czy zwycięzcą, należy uszanować demokratyczne instytucje i podjąć stosowne kroki naprzód. Zapowiedział przedłożenie obu kandydatom propozycji programowych, uzależniając od odpowiedzi na nie swoje dalsze działania. Poparcie Touré mogło stanowić klucz do zwycięstwa w drugiej turze głosowania, dlatego zabiegali on nie obaj kandydaci. Diallo już 20 lipca 2010, starając się pozyskać nowych wyborców, stwierdził, że żadna partia samodzielnie nie może „budować Gwinei”. 28 lipca 2010 Sidya Touré udzielił poparcia Cellou Daleinowi Diallo. Zgodnie z zawartym porozumieniem, w przypadku wygranej Diallo, Touré miał objąć stanowisko szefa nowego rządu, a jego partia miała obsadzić w nim 30% miejsc. Diallo uzyskał również poparcie od szóstego w pierwszej turze Ibrahimy Abe Sylli. 2 sierpnia 2010 czwarty w pierwszej turze Lansana Kouyaté udzielił z kolei poparcia wywodzącemu się z tej samej grupy etnicznej Alphie Condé. Wcześniej, w połowie lipca 2010 poparcia Alphie Condé udzieliło 12 kandydatów z dalszych miejsc, którzy uzyskali mniej niż 5% głosów.
Pod koniec lipca 2010 członkowie komisji wyborczej (CENI) jako datę drugiej tury wyborów zaproponowali 14 sierpnia 2010. Propozycja ta spotkała się jednak z krytyką części środowiska politycznego. Alpha Condé uznał, że termin ten nie pozwoliłby na usunięcie nieprawidłowości zaistniałych w czasie pierwszej tury głosowania. Podkreślił, że już w jej trakcie nie zdołano dostarczyć na czas wszystkich materiałów wyborczych do regionu Górna Gwinea, zamieszkałego przez jego grupę etniczną Malinke. Stwierdził, że zaakceptował rezultat pierwszej tury głosowania, aby zachować spokój w kraju. Zastrzegł jednak, że w przypadku powtórzenia tych nieprawidłowości w drugiej turze, zmobilizuje swoich zwolenników do protestów wyborczych. Rząd tymczasowy stał na stanowisku, że organizacja drugiej tury głosowania jest możliwa dopiero po usunięciu przez komisję wyborczą wszystkich niedociągnięć i nieprawidłowości wyborczych wskazanych przez specjalnie powołany w tym celu komitet złożony z przedstawicieli rządu i CENI. Dodatkowo, w budżecie komisji wyborczej brakowało 5 mln USD na organizację ponownego głosowania. Cellou Dalein Diallo wyraził zniecierpliwienie odkładaniem drugiej tury wyborów i stwierdził, że musi się ona odbyć w sierpniu 2010. W kolejnych dniach komisja wyborcza (CENI) jako możliwe daty wyborów zaproponowała także 22 lub 29 sierpnia 2010, jednak nie podjęła ostatecznej i wiążącej decyzji.
W celu złagodzenia napięć wokół przygotowań do ponownego głosowania, do Gwinei 3 sierpnia 2010 przybył w imieniu ECOWAS prezydent Burkiny Faso Blaise Compaoré. Jego misją miała być rozmowa ze wszystkimi aktorami sceny politycznej oraz zdefiniowanie i skorygowanie nieprawidłowości wyborczych z pierwszej tury głosowania. W czasie swojej wizyty wezwał decydentów do szybkiego przeprowadzenia drugiej tury głosowania i niezakłócania procesu wyborczego.
Na początku sierpnia 2010 komisja wyborcza zwróciła się do Sądu Najwyższego z wnioskiem o udzielenie moratorium na organizację drugiej tury wyborów w ustawowym terminie. Zgodnie z prawem wyborczym powinna się ona odbyć dwa tygodnie po ogłoszeniu przez Sąd Najwyższy oficjalnych wyników z pierwszej tury wyborów, co nastąpiło 20 lipca 2010. 6 sierpnia 2010 Sąd Najwyższy zgodził się na odroczenie głosowania i ogłosił, że jego data zostanie wyznaczona dekretem prezydenta na wniosek komisji wyborczej. Decyzję uzasadniał czasem potrzebnym m.in. na zmiany w lokalizacji punktów wyborczych (w celu zapewnienia lepszego dostępu do nich głosującym), wydruk i dystrybucję kart do głosowania oraz zaopatrzenie punktów wyborczych w kraju i za granicą w inne niezbędne materiały wyborcze. Komisja wyborcza przesunięcie terminu wyborów argumentowała koniecznością usunięcia nieprawidłowości z pierwszego głosowania z 27 czerwca. Również premier Jean-Marie Doré stwierdził 4 sierpnia 2010, że niezbędne jest naprawienie wszystkich wad i braków w listach wyborców przed ponownym głosowaniem.
9 sierpnia 2010 p.o. prezydenta Sékouba Konaté, w odczytanym w publicznej telewizji dekrecie, ogłosił, że druga tura wyborów odbędzie się 19 września 2010. Decyzja ta zapadła po konsultacjach z członkami komisji wyborczej i rządu przejściowego. Również obaj kandydaci na urząd prezydenta zaakceptowali wyznaczony termin. Na wybór daty miał wpływ kończący się dopiero 12 września, święty dla muzułmanów, miesiąc ramadan.
Na początku sierpnia 2010 Alpha Condé zapowiedział, że w przypadku swojej wygranej dokona rewizji kontraktów górniczych podpisanych przez wcześniejsze rządy z takimi zagranicznymi firmami jak Rio Tinto, Vale czy Aluminum Corporation of China Limited (Chalco). W sytuacji wykrycia niekorzystnych dla państwa przepisów, kontrakty te miały zostać renegocjowane. Obiecał również trzykrotną podwyżkę żołdu dla wojska, poprawę warunków mieszkaniowych i opieki zdrowotnej żołnierzy oraz włączenie armii w program rozbudowy infrastruktury kraju. Również Cellou Dalein Diallo na początku sierpnia zobowiązał się do przeglądu kontraktów z zagranicznymi spółkami.
Pod koniec sierpnia 2010 kontrowersje w kraju wywołała propozycja premiera Doré, by do współorganizacji drugiej tury wyborów dopuścić Ministerstwo Spraw Wewnętrznych i Administracji Terytorialnej, co wedle jego słów miałoby się przyczynić do sprawniejszego ich przeprowadzenia. Wymagało to jednak zmiany prawa wyborczego, czemu sprzeciwił się przewodniczący komisji wyborczej. Przeciwny zmianom prawa w trakcie procesu wyborczego był również Cellou Dalein Diallo, podczas gdy Alpha Condé poparł plan premiera Doré.

## Kampania i przemoc przed drugą turą wyborów
3 września 2010 w Wagadugu, stolicy Burkina Faso, w obecności prezydenta Blaise’a Compaoré, kandydaci na prezydenta Diallo i Condé podpisali uroczyście „memorandum zrozumienia”, w którym zobowiązali się do prowadzenia kampanii wyborczej w sposób pokojowy oraz poszanowania ostatecznych wyników wyborów i niekwestionowania wstępnych wyników w inny sposób niż na drodze prawnej. 5 września 2010 w Gwinei rozpoczęła się kampania wyborcza przed drugą turą wyborów. Następnego dnia do kraju powróciła 60-osobowa misja obserwacyjna Unii Europejskiej.
9 września 2010 sąd w Dixinn na przedmieściach Konakry skazał na karę roku pozbawienia wolności przewodniczącego Narodowej Niezależnej Komisji Wyborczej (CENI), Bena Sekou Syllę oraz szefa jej departamentu planowania, El Hadj Boubacara Diallo. Zostali oni uznani za winnych nieprawidłowości z pierwszej tury głosowania, po której Sąd Najwyższy musiał unieważnić 600 tys. głosów w pięciu okręgach wyborczych. Wniosek przeciwko nim złożyło Zgromadzenie Ludu Gwinejskiego (RPG) Alphy Condé, który twierdził, że okręgi, w których anulowane zostały wyniki zamieszkane były w większości przez jego zwolenników z grupy etnicznej Malinke. Przedstawiciele RPG wyrazili zadowolenie z orzeczonego wyroku. El Hadj Boubacar Diallo oznajmił, że nie został poinformowany o toczonemu przeciw niemu postępowaniu i oskarżył Condé o próbę wykorzystania swych wpływów w armii i rządzie w celu zmanipulowania wyników wyborów. Przewodniczący komisji w chwili ogłoszenia wyroku przebywał za granicą. Od dłuższego czasu leczył się w Paryżu, a do Gwinei przybył tylko na kilka dni na czas pierwszej tury głosowania. 14 września 2010 zmarł w szpitalu w stolicy Francji. Jego obowiązki przejęła wiceprzewodnicząca komisji wyborczej, Aminata Mame Camara. Wywołało to jednak dyskusję, czy posiadała ona prawo do nadzorowania procesu wyborczego.
Skazanie dwóch członków komisji wyborczej przyczyniło się do wzrostu napięcia w kraju. 11 września 2010 w Konakry doszło do wybuchu walk między zwolennikami obu kandydatów po zakończeniu ich wieców wyborczych. Do starć doszło w pobliżu domu Condé w dzielnicy Mafanco, a także w dzielnicach Hamdallaye i Dixinn, gdzie sądzeni byli członkowie komisji wyborczej. RPG i Unia Sił Demokratycznych Gwinei (UDFG) wzajemnie oskarżyły się o podżeganie do starć. Zamieszki wybuchły na nowo następnego dnia w dzielnicy Hamdallaye, w której znajdowały się siedziby obu partii. Policja w celu przywrócenia porządku musiała użyć gazu łzawiącego. W wyniku dwudniowych starć śmierć poniosła jedna osoby, a 54 zostały ranne. Z powodu zamieszek władze zadecydowały o natychmiastowym zawieszeniu kampanii wyborczej. Zamieszki między zwolennikami dwóch kandydatów, pochodzących z dwóch różnych grup etnicznych, spowodowały obawy przed wybuchem głębszego konfliktu etnicznego. Największa grupa etniczna Peul, z której wywodził się Diallo, nigdy nie była reprezentowana na szczytach władzy, podczas gdy mniejsza grupa Malinke, którą reprezentował Condé (a także p.o. prezydenta Konaté), posiadała najszerszą reprezentację w szeregach wojska i rządu.
13 września 2010 w całej stolicy rozlokowane zostały dodatkowe siły policyjne. Premier Doré przeprowadził rozmowy z Alphą Condé i Cellou Daleinem Diallo, którzy zobowiązali się do uczynienia wszystkiego w celu powstrzymania swoich zwolenników od przemocy. Obywatele podporządkowali się zakazowi prowadzenia kampanii wyborczej, za złamanie którego groził areszt.

## Odroczenie drugiej tury wyborów
Kontrowersje w Gwinei wywołała wypowiedź premiera Jean-Marie Doré, który 13 września 2010 stwierdził, że ważniejsze od przeprowadzenia wyborów w wyznaczonym czasie jest utrzymanie porządku publicznego w kraju. Spowodowało to niezadowolenie w UDFG i szeragach zwolenników Cellou Daleina Diallo, którzy oskarżyli szefa rządu o wspieranie Alphy Condé i szukanie wymówek dla odroczenia głosowania. Alpha Condé stwierdził natomiast, że najważniejszą kwestią nie jest dla niego data wyborów, lecz organizacja uczciwego głosowania. Jego partia oznajmiła, że nie jest zadowolona z tempa przygotowań wyborczych, a zwłaszcza z opóźnień w publikacji list wyborców oraz wytyczania nowych lokali wyborczych.
Na kilka dni przed planowaną drugą turą wyborów w mediach pojawiły się komentarze podające w wątpliwość gotowość komisji wyborczej do organizacji sprawnego głosowania. Pozarządowa organizacja International Foundation for Election Systems (IFES) wskazywała na ogrom prac, jakie po latach braku demokracji, pojawiły się przed urzędnikami komisji wyborczej. Zdaniem IFES, choć komisja wyborcza w okresie od czerwca do września zdołała wyznaczyć dodatkowe 1,6 tys. punktów wyborczych, nie zdążyła jednak poradzić sobie z innymi wyzwaniami, do których zaliczyła wydruk i dystrybucję kart do głosowania do lokali wyborczych (były drukowane w Południowej Afryce) oraz kopert na te karty.
15 września 2010 p.o. prezydenta Sékouba Konaté zapewnił o wsparciu armii dla nowego prezydenta, niezależnie kto zostanie nim wybrany. Podkreślił przy tym neutralność, apolityczność i brak segregacji etnicznej w armii, której zadaniem miała być wyłącznie obrona integralności terytorialnej oraz ochrona obywateli.
Wieczorem 15 września 2010, na cztery dni przed wyborami, komisja wyborcza ogłosiła odroczenie drugiej tury głosowania. Decyzję tę poprzedziło spotkanie szefa rządu z dwoma kandydatami. Powodem przełożenia daty wyborów były problemy organizacyjne. Członkowie komisji wyborczej stwierdzili, że zakończenie przygotowań zajmie im jeszcze około 2 tygodni. Zapowiedzieli zwołanie posiedzenia na następny dzień w celu wyznaczenia dokładnej daty głosowania. Planowane posiedzenie nie odbyło się jednak, a rzecznik komisji wyborczej oznajmił, że nowa data wyborów nie została jeszcze wyznaczona, chociaż pojawiły się dwa warianty – przesunięcie głosowania o 2 lub 3 tygodnie. Rzecznik CENI poinformował, że karty do głosowania dla 460 tys. wyborców (spośród ok. 4,3 mln) nie zostały jeszcze wydrukowane w RPA i zostaną przywiezione do kraju dopiero 18 września. Według jego słów, czas potrzebny na ich przetransportowanie do centrów dystrybucji miał wynieść co najmniej 4 dni, a czas na ich dostarczenie wyborcom w odległych rejonach kraju szacował na kolejne 7 dni.
Sékouba Konaté, w reakcji na przesunięcie głosowania, stwierdził, że Gwinea jest „w niebezpieczeństwie”. Dodał, że kraj odchodzi coraz bardziej od założonej mapy drogowej i zmierza w „ślepą uliczkę”, pomimo iż nie ma już marginesu dla błędów i czasu do stracenia. Cellou Dalein Diallo wyraził „rozczarowanie” odroczeniem drugiej tury wyborów, natomiast Alpa Condé powiedział, że jego sztab nigdy nie był „zaabsorbowany jej datą”. Organizacja Narodów Zjednoczonych zaapelowała do Gwinejczyków o unikanie przemocy w trakcie przygotowań do wyborów. Sekretarz generalny ONZ Ban Ki-moon ostrzegł tych, którzy mogą próbować zakłócić pokojowe przekazanie władzy, że zostaną obarczeni odpowiedzialnością za swoje działania przez samych Gwinejczyków oraz całą społeczność międzynarodową.
Odroczenie II tury wyborów wywołało w kraju obawy przed dalszym wzrostem napięć, zwłaszcza wśród grupy etnicznej Peul i zwolenników Cellou Daleina Diallo, którzy mogliby zinterpretować tę decyzję jako próbę pozbawienia lub ograniczania jego szans na zwycięstwo. Według komentarzy prasowych, odraczanie wyborów mogłoby niekorzystnie wpływać również na postawę zagranicznych firm, zainteresowanych inwestycjami w sektorze górnictwa. 16 września 2010 w magazynie w Konakry przechowującym materiały wyborcze doszło do wybuchu ognia, co zdaniem komisji wyborczej było spowodowane zwarciem instalacji elektrycznej. 17 września 2010 doszło do pożaru w siedzibie służb porządkowych komisji wyborczej w Konakry, co urzędnicy również wyjaśnili powstaniem zwarcia instalacji elektrycznej w stosunkowo starym budynku. Zwolennicy Cellou Daleina Diallo po pierwszym z pożarów oskarżyli rząd o sabotaż i próbę zakłócenia procesu wyborczego.

## Wyznaczenie nowej daty głosowania i zmiana szefa komisji wyborczej
21 września 2010 Sékouba Konaté zażądał od członków rządu i komisji wyborczej wyznaczenia nowej daty drugiej tury wyborów prezydenckich. Stwierdził, że „powtórne odroczenie wyborów prezydenckich jest wykluczone”, a jego „misja została zakończona”. Za zaistniałą sytuację obwinił „ambicje tych, którzy chcą zdobyć władzę oraz tych, którzy nie chcą jej oddać”, co przez komentatorów zostało odczytane jako uwaga pod adresem dwóch kandydatów oraz premiera Doré.
22 września 2010 komisja wyborcza (CENI) wyznaczyła dzień głosowania na 10 października 2010. Decyzja ta wymagała potwierdzenia ze strony p.o. prezydenta Sékouby Konaté. Tego samego dnia nowym przewodniczącym CENI został wybrany Lonceni Camara, który zastąpił pełniącą obowiązki przewodniczącego Aminatę Mame Camarę. Doprowadziło to do wewnętrznego sporu w komisji, jako że Aminata Mame Camara podważyła zasadność zmiany. Wywołało również falę niezadowolenia w szeregach zwolenników Cellou Daleina Diallo, którzy uważali nowego przewodniczącego za osobę stronniczą. Obóz Diallo zagroził, że nie uzna wyborów zorganizowanych pod jego nadzorem. Wcześniej przeciwko kierowaniu pracami komisji przez Aminatę Mame Camarę występowali zwolennicy Alphy Condé, wysuwając ten sam argument.
Konflikt polityczny o obsadę stanowiska szefa CENI i wewnętrzny spór o przywództwo w jej szeregach, powstrzymał Konaté przed oficjalnym zatwierdzeniem daty wyborów. Dodatkowo, pod koniec września, nadal nie zostały usunięte problemy techniczne, gdyż do komisji wyborczych dowiezionych zostało tylko 3,5 mln z 5 mln kart potrzebnych do głosowania. W tej sytuacji, sami kandydaci przyznali, że planowany termin wydaje się być coraz mniej prawdopodobny. Pod koniec września zaniepokojenie przeciągającym się procesem wyborczym w Gwinei wyrazili przedstawiciele ONZ. Said Djinnit, szef Biura NZ ds. Afryki Zachodniej (UNOWA) stwierdził, że dalsze przekładanie wyborów stwarza ryzyko przewrotu wojskowego.
5 października 2010 komisja wyborcza wyznaczyła datę drugiej tury wyborów na 24 października 2010. Tego samego dnia decyzję tę zadekretował Sékouba Konaté. Obaj kandydaci z zadowoleniem przyjęli ustalenie daty głosowania, jednak sztab wyborczy Diallo podtrzymał swoje obiekcje w stosunku do przewodniczącego CENI i sprzeciwił się kierowaniu przez niego procesem wyborczym. Złożył przeciw niemu pozew do sądu, zarzucając mu fałszowanie wyników pierwszej tury głosowania, a mianowicie kradzież kopert z głosami wyborców ze 109 lokali wyborczych w dystrykcie Rama w Konakry. Według UDFG głosy te mogły przesądzić o zwycięstwie Diallo już w pierwszej turze wyborów. Lonceni Camara zaprzeczył tym zarzutom, oświadczając, że nie zrezygnuje ze stanowiska przewodniczącego. W kolejnych dniach 11 z 25 członków komisji wyborczej podpisało się jednakże pod petycją domagającą się powołania na czele CENI „wiarygodnej osobistości”.
11 października 2010 rozpoczęła się kampania wyborcza przed drugą turą wyborów, która miał trwać do 22 października 2010. W jej trakcie nieustannie powracała sprawa odwołania przewodniczącego CENI. 11 października 2010 obaj kandydaci zadeklarowali również stworzenie wspólnego rządu po wyborach. Jednak już nazajutrz obóz Diallo zagroził bojkotem wyborów, żądając usunięcia Lonceniego Camary ze stanowiska szefa komisji wyborczej. Jego sztab stwierdził, że gotów jest zaakceptować każdą inną osobę, zarówno Gwinejczyka, jak i obcokrajowca, pod warunkiem zobowiązania się do organizacji wolnych, przejrzystych i wiarygodnych wyborów. Zwolennicy Diallo przez 3 dni, począwszy od 17 października 2010, organizowali w stolicy demonstracje domagające się usunięcia Camary ze stanowiska. W czasie protestów dochodziło do aktów wandalizmu i starć ze służbami porządkowymi. 19 października 2010 doszło do starć z policją, która do rozpędzenia zgromadzonych użyła gazu łzawiącego i ostrej amunicji. W wyniku tych działań zginęło 2 demonstrantów, a ponad 30 osób zostało rannych. Aresztowanych zostało w sumie 170 osób. Biuro Praw Człowieka ONZ skrytykowało postępowanie policji, w którym dopatrzyło się „poważnych naruszeń praw człowieka”. Szczególnie potępiło ostrzał nieuzbrojonej ludności, dotkliwe pobicia, arbitralne aresztowania nieokreślonej bliżej liczby obywateli i przetrzymywanie ich w nieznanych lokalizacjach. Władze Sierra Leone podjęły decyzję o wzmocnieniu środków bezpieczeństwa na granicy z Gwineą i wysłały tam dodatkowe jednostki paramilitarne.
Wieczorem 19 października 2010 Sékouba Konaté, w celu uspokojenia sytuacji w kraju, nowym przewodniczącym komisji wyborczej mianował generała Siaka Toumany Sangare, obywatela Mali pracującego dotychczas w Gwinei w strukturach Międzynarodowej Organizacji Frankofonii. Rzecznik junty wojskowej poinformował, że decyzja ta została powzięta „za radą i po konsultacji” ze społecznością międzynarodową. Zadowolenie z niej wyrazili dwaj kandydaci, którzy zadeklarowali swoją gotowość do udziału w wyborach. Wyrazy aprobaty złożyła również Francja.

## Zmiana terminu wyborów i wybuch zamieszek

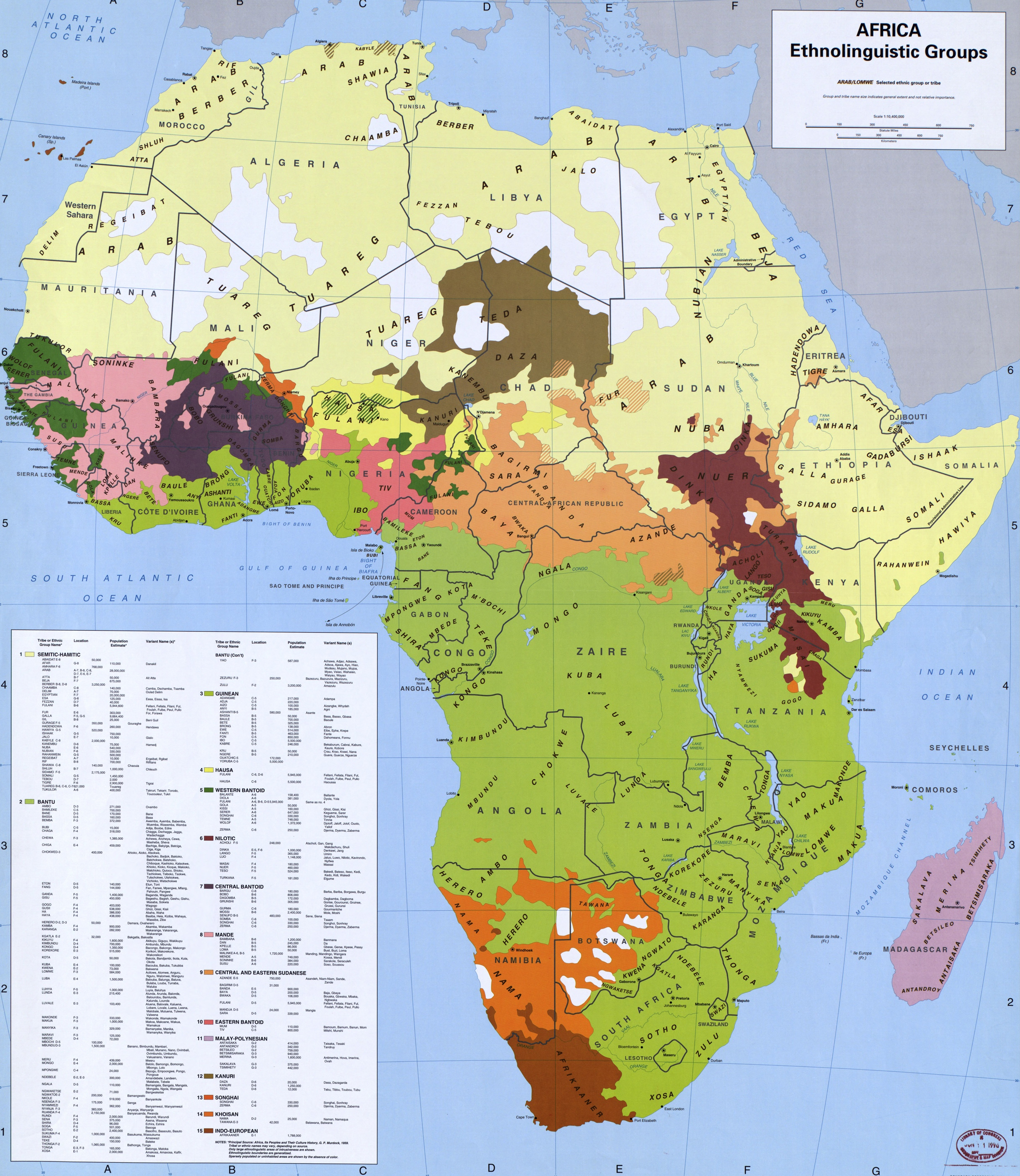
Grupy etniczne w Afryce

21 października 2010 nowy przewodniczący komisji wyborczej, gen. Toumany Sangare, poinformował, że przeprowadzenie wyborów 24 października 2010 może okazać się trudne z powodu „pożałowania godnych” warunków, niespełniających standardów międzynarodowych i mogących stanowić przyczynę kwestionowania późniejszych wyników. 22 października 2010, na dwa dni przed wyborami, ogłosił odłożenie organizacji drugiej tury wyborów, nie podając nowej daty. Oświadczył, że m.in. nierozdystrybuowane zostały jeszcze karty do głosowania i przeznaczone na nie zapieczętowane koperty. Jednocześnie pracownicy obsługujący proces wyborczy zagrozili bojkotem wyborów, domagając się wypłacenia zaległych pensji z ostatnich 11 miesięcy. Na wieść o ponownym przesunięciu wyborów w Konakry oraz miastach Kankan i Siguiri na północnym wschodzie kraju doszło do starć między zwolennikami Cellou Daleina Diallo i Alphy Condé. Przerodziły się one w zamieszki na tle etnicznym, po tym jak po stolicy rozniosła się niepotwierdzona pogłoska o zatruciu soków owocowych sprzedawanych przez członków grupy etnicznej Peul (stanowiących większość zwolenników Diallo) w czasie wiecu wyborczego zwolenników Condé (grupa etniczne Malinke). Miało to być przyczyną wielu zatruć, kilku zgonów oraz hospitalizacji kilkudziesięciu osób. Starcia etniczne trwały także następnego dnia. W stolicy, Kankan i Siguiri rabowane i niszczone były sklepy należące do Peul. Interweniowała policja, która używała ostrych środków do zaprowadzenia porządku, m.in. strzelając do nieuzbrojonych cywilów. Według Komisji Praw Człowieka ONZ w czasie dwudniowych zamieszek w Konakry zginęła co najmniej 1 osoba, a 62 zostały ranne. Świadkowie i nieoficjalne raporty donosiły o większej liczbie ofiar śmiertelnych. 24 października 2010 władze wprowadziły zakaz organizowania demonstracji w stolicy, który w większości był respektowany. Obaj kandydaci zaapelowali do swoich zwolenników o powstrzymanie się od przemocy. Na ulicach miasta pojawiły się dodatkowe siły policyjne. Organizacje broniące praw człowieka (m.in. Amnesty International i Human Rights Watch) skrytykowały działania służb porządkowych, które uznały za nieadekwatne i nazbyt brutalne.
ONZ i Stany Zjednoczone zaapelowały do władz Gwinei o niezwłoczne wyznaczenie nowej daty głosowania. Said Djinnit, szef Biura NZ ds. Afryki Zachodniej (UNOWA), ostrzegł przed ryzykiem niestabilności z powodu ciągłego odkładania wyborów. Rzecznik Departamentu Stanu USA P.J. Crowley podkreślił znaczenie wyborów dla przyszłości Gwinei i wyraził nadzieję na uniknięcie przemocy. Francuskie władze zasugerowały przesunięcie wyborów tylko o jeden tydzień. Zebrani na szczycie w Montreux liderzy Międzynarodowej Organizacji Frankofonii wezwali do organizacji wyborów w możliwie najszybszym terminie, przy poszanowaniu zasad demokracji.
26 października 2010 komisja wyborcza zaproponowała termin wyborów na dzień 31 października 2010. Obiekcje co do tej daty wyraził Cellou Dalien Diallo, argumentując to potrzebą dodatkowego czasu na powrót do domów ludności Peul, która została zaatakowana w czasie ostatnich zamieszek. 27 października 2010 komisja wyborcza ogłosiła, iż z powodu konieczności przywrócenia w kraju spokoju, wybory odbędą się 7 listopada 2010. Decyzję tę tego samego dnia zadekretował Sékouba Konaté, a obaj kandydaci przyjęli ją z aprobatą. Zadeklarowali odbycie następnego dnia wspólnej podróży do rejonów kraju dotkniętych starciami etnicznymi w celu uspokojenia nastrojów. Ostatecznie do podróży jednak nie doszło, gdyż zwolennicy Alphy Condé zebrali się 28 października 2010 przed jego domem i przekonali go, by nie brał w niej udziału ze względów bezpieczeństwa. Diallo wyraził rozczarowanie postawą kontrkandydata i również sam zrezygnował z planów wyjazdu. Według Biura ONZ ds. Koordynacji Pomocy Humanitarnej w Konary, co najmniej 1,8 tys. osób z grupy etnicznej Peul z powodu wybuchu przemocy opuściło swoje domy w miastach na północnym wschodzie kraju (region Kankan), zdominowanym przez Malinke, kierując się w stronę miast Dinguiraye i Dabola, leżących na zachodzie. Szef komisji wyborczej zapowiedział stworzenie specjalnych punktów wyborczych dla osób przebywających poza miejscem zamieszkania w wyniku przemocy etnicznej.

## Głosowanie i ogłoszenie wyników drugiej tury wyborów
Na dwa dni przed wyborami Cellou Dalein Diallo i Alpha Condé zwrócili się ze wspólnym apelem do wyborców o powstrzymanie się od przemocy i pokojowy udział w głosowaniu. Druga tura wyborów odbyła się 7 listopada 2010. W tym dniu zamknięte zostały granice zewnętrzne kraju. Głosowanie, według przedstawicieli komisji wyborczej i międzynarodowych obserwatorów, przebiegło spokojnie, bez większych nieprawidłowości. Komisja wyborcza odnotowała tylko pomniejsze problemy logistyczne, w tym przypadki niewystarczającej liczby kart do głosowania w niektórych miejscach w kraju. Do najpoważniejszego zdarzenia doszło w lokalu wyborczym w Madrycie, gdzie zniszczone zostały materiały wyborcze, co uniemożliwiło kontynuację głosowania. Obserwatorzy odnotowali wysoką frekwencję wyborczą.
8 listopada 2010 komisja wyborcza zapowiedziała, że z powodu problemów logistycznych (transport głosów z odległych rejonów kraju) ogłoszenie pełnych wyników wyborów może się przedłużyć i zająć do 5 dni. Zgodnie z prawem miała na to 3 dni od czasu zakończenia głosowania. Jednak według wykładni prawa przedstawionej przez Sąd Najwyższy, czas ten miał być liczony od momentu otrzymania wyników od wszystkich lokalnych komisji wyborczych. CENI poinformowała, że zwróciła się o pomoc i użyczenie helikoptera do sił pokojowych ONZ stacjonujących w sąsiedniej Liberii. Międzynarodowi obserwatorzy (Unia Afrykańska) wezwali Gwineę do jak najszybszej publikacji wyników, krok po kroku w celu zachowania przejrzystości. Francja określiła głosowanie „historycznym osiągnięciem po 50 latach dyktatury”. 9 listopada 2010 CENI opublikowała pierwsze cząstkowe wyniki wyborów. Przed jej siedzibą w Konakry zgromadził się tłum ludzi w oczekiwaniu na pełne wyniki. Po stolicy krążyły raporty z nieoficjalnymi i niepotwierdzonymi wynikami wyborów. Służby bezpieczeństwa aresztowały 4 osoby za rozpowszechnianie fałszywych wyników.
Według pierwszych cząstkowych wyników wyborów nieznaczną przewagę nad kontrkandydatem posiadał Cellou Dalein Diallo. Utrzymywał ją prawie do końca procesu zliczania głosów. 12 listopada 2010, w dniu pierwotnie zapowiadanej publikacji pełnych wyników, komisja wyborcza otrzymała dopiero protokoły z czterech ostatnich lokalnych komisji wyborczych (z okręgu Siguiri oraz ambasad w Belgii, Francji i Holandii). Zgodnie z wykładnią Sądu Najwyższego zapowiedziała publikację całościowych wyników w ciągu wymaganych 3 dni. 12 listopada podała do wiadomości jedynie rezultat z połowy lokali wyborczych, który dalej dawał prowadzenie Diallo (51,5% głosów). Jednak napływające nowe dane wskazywały, że pomimo poparcia udzielnemu Diallo przez trzeciego z kandydatów Sidyę Touré, jego elektorat, składający się głównie z grupy etnicznej Sou Sou, głosował w większości na Alphę Condé. Wraz z napływem kolejnych rezultatów, pochodzących z okręgów stanowiących bastiony poparcia Condé, przewaga Diallo malała i 14 listopada 2010 wynosiła tylko 1,2% (50,6% do 49,4%). Tego dnia sztab Diallo ogłosił zawieszenie swojego udziału w procesie obserwacji zliczania głosów i wysunął oskarżenia fałszerstw wyborczych. Gwinejski rząd wydał natomiast zakaz organizacji wszelkich demonstracji politycznych i nakazał służbom bezpieczeństwa aresztowanie obywateli za jego złamanie.
15 listopada 2010 komisja wyborcza ogłosiła pełne wyniki drugiej tury wyborów. Zwycięstwo odniósł w niej Alpha Condé, zdobywając 52,5% głosów (1,47 mln) wobec 47,5% głosów uzyskanych przez Cellou Daleina Diallo (1,33 mln). Frekwencja wyborcza wyniosła 67,9%.

## Ocena drugiej tury głosowania
Międzynarodowi obserwatorzy (misje UE, Międzynarodowej Organizacji Frankofonii, Carter Centre, Electoral Institute for the Sustainability of Democracy in Africa) pochwalili przebieg drugiej tury wyborów, która odbyła się ich zdaniem w pokojowej atmosferze. Uznali wybory za wolne i sprawiedliwe, odnotowując tylko mniejsze nieprawidłowości.
Sekretarz generalny ONZ Ban Ki-moon w opublikowanym oświadczeniu wezwał obywateli, by w imię interesu narodowego zaakceptowali wyniki wyborów, a wszelkie różnice rozwiązali na drodze prawnej. Pogratulował Gwinejczykom przeprowadzenia pokojowego i prawidłowego głosowania. Wezwał równocześnie społeczność międzynarodową do zapewnienia Gwinei wsparcia w okresie powyborczym, na jej nowym etapie utrwalania pokoju i rozwoju.
Szefowa dyplomacji UE Catherine Ashton uznała wybory za „ważny krok w utrzymaniu procesu demokratyzacji kraju”. Pogratulowała mieszkańcom pokojowego głosowania i „przywiązania do historycznego procesu przejścia do demokracji”. Wezwała klasę polityczną do zachowania odpowiedzialności i rozwiązywania wszelkich problemów na drodze prawnej. O to samo zaapelował rzecznik Departamentu Stanu Stanów Zjednoczonych.

## Reakcja na wynik wyborów
Cellou Dalein Diallo zakwestionował wyniki wyborów, twierdząc, że doszło do „masowych fałszerstw na wszystkich szczeblach”. Jeszcze przed ogłoszeniem pełnych wyników, odrzucił wyniki z dwóch okręgów: Kouroussa i Siguiri, w których przed drugą turą wyborów doszło do starć etnicznych. Skarżył się, że wyborcy z jego własnej grupy etnicznej Peul, którzy wówczas opuścili domy, w obawie o bezpieczeństwo nie wzięli w dużej mierze udziału w głosowaniu oraz nie byli obecni przy procesie zliczania głosów w lokalach wyborczych. Zarzucił, że doszło tam do licznych fałszerstw, w tym używania soku z cytryn przez przedstawicieli grupy Malinke do usuwania z palców niezmywalnego tuszu w celu wielokrotnego głosowania. Zażądał anulowania wyników z tychże okręgów. Komisja wyborcza odrzuciła jego stanowisko, argumentując, że podstawą do anulowania wyników głosowania mogą być tylko dowody fałszerstw wyborczych. Zaleciła Diallo zgłoszenie skargi wyborczej do Sądu Najwyższego, który musiał podjąć decyzję co do ważności wyników wyborów. Diallo zapowiedział złożenie skargi do sądu. Zaapelował jednak przy tym do swoich zwolenników o zachowanie spokoju, stwierdzając, że „wszelkim kosztem trzeba utrzymać pokój w kraju”.
Alpha Condé swoje zwycięstwo wyborcze ogłosił 15 listopada 2010, jeszcze przed publikacją wyników wyborów. Po podaniu do wiadomości publicznej ostatecznych danych, jego zwolennicy wyszli na ulice Konakry celebrować zwycięstwo. W swym pierwszym przemówieniu po wygranej Alpha Condé, podobnie jak Cellou Dalein Diallo, wezwał obywateli do zachowania atmosfery pokoju i współpracy. Stwierdził, że „nadszedł czas podania sobie dłoni”. Zadeklarował, że pragnie być „prezydentem pojednania” i zgodnie z zawartym przed wyborami porozumieniem zasugerował włączenie do przyszłego rządu obozu swego rywala, nie podając jednakże żadnych szczegółów.
15 listopada, jeszcze przed ogłoszeniem pełnych wyników drugiej tury głosowania, w dzielnicach stolicy zamieszkanych przez ludność Peul, doszło do protestów i zamieszek wywołanych przez zwolenników przegranego kandydata. Demonstranci wyszli na ulice miasta, podpalając opony i wznosząc barykady. Część ludności Malinke zeznawała, że została zaatakowana, a jej domy zostały podpalone. Do zamieszek i starć ze służbami bezpieczeństwa dochodziło również 16 i 17 listopada 2010. Kilkadziesiąt osób zostało aresztowanych. Do wybuchu przemocy doszło także w miastach Labé, Pita i Dalaba w Środkowej Gwinei. 16 listopada 2010 gwinejski rząd potępił akty przemocy, ich sprawców określił mianem „chuliganów” oraz wprowadził godzinę policyjną w całym regionie Labé. Jednocześnie wezwał służby bezpieczeństwa, by powstrzymały się od używania broni palnej. Międzyetniczne zamieszki przeniosły się do sąsiedniej Sierra Leone, zamieszkiwanej również przez ludność Peul i Malinke. 17 listopada 2010 w mieście Kenema z powodu starć członków tych dwóch grup aresztowanych zostało 20 osób. Według nieoficjalnych źródeł (dane organizacji broniących praw człowieka) w wyniku trzydniowych zamieszek zginęło według różnych danych, co najmniej 7, 10 lub 12 osób, a ponad 200 zostało rannych.
Wieczorem 17 listopada 2010 gwinejskie władze ogłosiły wprowadzenie w całym kraju stanu wyjątkowego do czasu zatwierdzenia wyników wyborów przez Sąd Najwyższy. W czasie jego obowiązywania zakazane było organizowanie jakichkolwiek publicznych zgromadzeń, wprowadzono całonocną godzinę policyjną, a służby uzyskały większe uprawnienia w zakresie środków służących utrzymaniu bezpieczeństwa. 18 listopada 2010 nie dochodziło już do zamieszek i starć z policją. 27 listopada 2010 rząd zadecydował dodatkowo o zamknięciu lądowych, morskich i powietrznych granic państwowych.
Kilka organizacji broniących praw człowieka zarzuciło służbom bezpieczeństwa stosowanie zbyt gwałtownych środków, w tym dotkliwych pobić, przeszukiwania prywatnych domów oraz ostrzału nieuzbrojonych cywilów. Cellou Dalein Diallo oskarżył służby o „szczególną brutalność”. Wezwał władze, by „powstrzymały służby bezpieczeństwa od zabijania” jego zwolenników i ludności Peul. Również organizacja International Crisis Group zarzuciła służbom stosowanie „systematycznych ataków” przeciw zwolennikom Diallo z grupy etnicznej Peul. Wezwała rząd do ich wstrzymania i wyraziła zaniepokojenie wzrostem przemocy w kraju. Human Rights Watch oceniła, iż służby bezpieczeństwa użyły nadmiernej siły i nie wykazały się bezstronnością, stosując przemoc wobec ludności Peul. Agencja informacyjna Associated Press donosiła o przypadkach zastraszeń, dotkliwych pobić, niszczenia mienia, arbitralnych aresztowań, oraz ostrzału ludności Peul z ostrej amunicji.
Zaniepokojenie wzrostem przemocy etnicznej wyraziła społeczność międzynarodowa. Rada Bezpieczeństwa ONZ potępiła przemoc i wezwała liderów politycznych do opanowania swoich zwolenników. Francja odradziła swoim obywatelom podróży do Gwinei, wezwała jej władze do zachowania „spokoju i odpowiedzialności” oraz potępiła akty przemocy. Również Stany Zjednoczone potępiły przemoc. Rzecznik Departamentu Stanu USA stwierdził, że „takie zdarzenia nie mają miejsca w demokratycznych społeczeństwach, do jakich aspiruje Gwinea”. Rozmowę z dwoma kandydatami na urząd prezydenta oraz rządem Gwinei na temat „szybkiego wyjścia z kryzysu” odbył prezydent Senegalu Abdoulaye Wade. Szefowa dyplomacji UE Catherine Ashton wezwała gwinejskich polityków do odpowiedzialnego działania, a służby bezpieczeństwa do wykazania „koniecznego umiaru” w czasie kontrolowania sytuacji. Eskalację przemocy uznała za potencjalne zagrożenie dla konsolidacji cywilnego rządu.

## Zatwierdzenie wyników wyborów
3 grudnia 2010 Sąd Najwyższy zatwierdził wyniki wyborów z drugiej tury głosowania. Odrzucił skargi sztabu Cellou Daleina Diallo oraz sztabu Alphy Condé. Uznał, że pierwszy z nich nie przedstawił wystarczających dowodów na rzekome zastraszanie wyborców w północnych regionach Siguiri i Kouroussa, a drugi dowodów na zastraszanie wyborców w regionie Labé. Werdykt Sądu Najwyższego był ostateczny i nieodwołalny. Cellou Dalein Diallo wkrótce po ogłoszeniu zaakceptował decyzję sądu i wezwał do tego samego swoich zwolenników. Postawę przegranego kandydata, pełną „poczucia odpowiedzialności”, pochwalił szef Biura NZ ds. Afryki Zachodniej (UNOWA), Said Djinnit.
Po ogłoszeniu ostatecznych wyników wyborów przez Sąd Najwyższy w stolicy panował spokój. 6 grudnia 2010 rząd zadecydował o otwarciu morskich i powietrznych granic państwowych oraz skrócił obowiązywanie godziny policyjnej (z 18:00 na 22:00 aż do 6:00 następnego dnia). 10 grudnia władze zniosły obowiązujący od 17 listopada 2010 stan wyjątkowy, dający służbom bezpieczeństwa szersze kompetencje w zakresie interwencji.
9 grudnia 2010 Unia Afrykańska zniosła wszystkie sankcje nałożona na Gwineę i jej władze po przeprowadzeniu zamachu stanu w grudniu 2008. Obejmowały one zakaz poruszania się członków junty wojskowej po terytorium państw członkowskich UA oraz zamrożenie ich zagranicznych aktywów finansowych. Kraj pozostawał również zawieszony w prawach członka organizacji. Komisarz Rady Pokoju i Bezpieczeństwa UA Ramtane Lamamra uzasadnił, iż wobec pomyślnie zakończonego procesu wyborczego w Gwinei przywrócony został porządek konstytucyjny.
4 grudnia 2010 prezydent elekt Alpha Condé zapowiedział utworzenie specjalnej „komisji prawdy i pojednania”, mającej na celu wyjaśnienie okoliczności przypadków przemocy z okresu kampanii wyborczej oraz wszelkich naruszeń praw człowieka od czasu uzyskania przez kraj niepodległości w 1958.

## Zaprzysiężenie prezydenta
Zaprzysiężenie nowego prezydenta odbyło się 21 grudnia 2010 w Pałacu Ludowym w Konakry, siedzibie parlamentu. W uroczystości wzięło udział 13 szefów państw afrykańskich, w tym prezydent RPA Jacob Zuma, Burkina Faso – Blaise Compaoré, Angoli – José Eduardo dos Santos, Gabonu – Ali Bongo Ondimba oraz prezydenci państw ościennych: Senegalu – Abdoulaye Wade, Liberii – Ellen Johnson-Sirleaf, Sierra Leone – Ernest Bai Koroma, Mali – Amadou Toumani Touré, Gwinei Bissau – Malam Bacai Sanhá. Prezydent Alpha Condé zapowiedział początek „nowej ery dla Gwinei”, bez biedy i z szansą na rozwój. Ustępujący z funkcji p.o. prezydenta Sékouba Konaté określił wydarzenie jako „akt odrodzenia Gwinei” i wezwał do zakończenia bezkarności w kraju.
22 grudnia 2010 dymisję na ręce prezydenta Condé złożył premier rządu tymczasowego Jean-Marie Doré, który spełnił swój główny cel, jakim było przeprowadzenie wyborów prezydenckich. 23 grudnia 2010 Condé na stanowisko ministra stanu i sekretarza generalnego Prezydencji mianował jednego ze swoich kontrkandydatów z pierwszej tury wyborów, François Lonseny Falla. 24 grudnia 2010 na stanowisko nowego szefa rządu powołał Mohameda Saïda Fofanę. 27 grudnia 2010 prezydent Condé objął w nowym rządzie funkcję wicepremiera i ministra obrony, co miało mu ułatwić przeprowadzenie reform w armii. Jego rywale z pierwszej tury wyborów, Papa Kolie Kouroumah oraz Ousmane Bah, objęli odpowiednio resorty energetyki i prac publicznych.

## Szczegółowe wyniki wyborów prezydenckich
- Wyniki I tury wyborów prezydenckich:

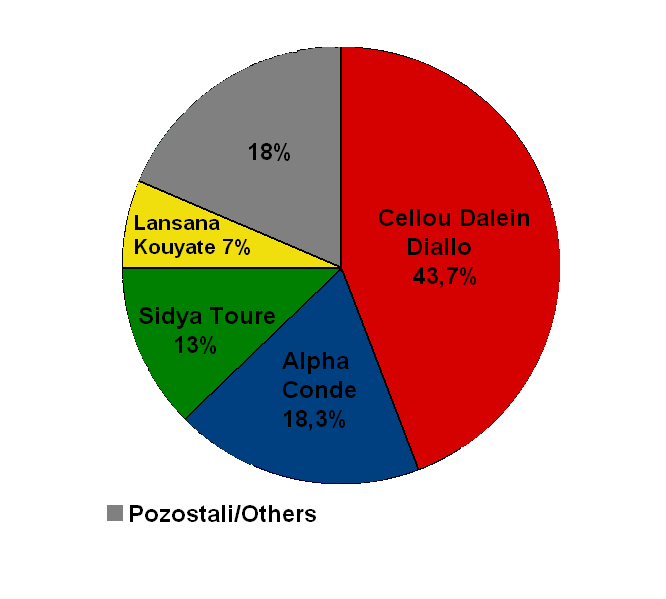
Wyniki pierwszej tury wyborów

| Kandydat       | Kandydat                | Partia polityczna                      | Wyniki według komisji wyborczej | Wyniki według komisji wyborczej | Wyniki według Sądu Najwyższego (ostateczne) | Wyniki według Sądu Najwyższego (ostateczne) |
| Kandydat       | Kandydat                | Partia polityczna                      | Liczba głosów                   | %                               | Liczba głosów                               | %                                           |
|                | Cellou Dalein Diallo    | Unia Sił Demokratycznych Gwinei (UDFG) | 1 062 549                       | 39,72%                          |                                             | 43,69%                                      |
|                | Alpha Condé             | Zgromadzenie Ludu Gwinei (RPG)         | 553 021                         | 20,67%                          |                                             | 18,25%                                      |
|                | Sidya Touré             | Unia Sił Republikańskich (UFR)         | 417 261                         | 15,60%                          |                                             | 13,02%                                      |
|                | Lansana Kouyaté         | PEDN                                   | 207 389                         | 7,75%                           |                                             | 7,04%                                       |
|                | Papa Kolie Kouroumah    | RDR                                    | 129 155                         | 4,83%                           |                                             | 5,74%                                       |
|                | Ibrahima Abe Sylla      | NGR                                    | 90 117                          | 3,37%                           |                                             | 3,23%                                       |
|                | Jean Marc Telliano      | RDIG                                   | 51 443                          | 1,92%                           |                                             | 2,33%                                       |
|                | Aboubacar Somparé       | Partia Jedności i Rozwoju (PUP)        | 27 699                          | 1,04%                           |                                             | 0,95%                                       |
|                | Ibrahima Kassory Fofana | GPT                                    | 19 713                          | 0,74%                           |                                             | 0,66%                                       |
|                | Boubacar Barry          | PNR                                    | 17 176                          | 0,64%                           |                                             | 0,80%                                       |
|                | Ousmane Bah             | UPR                                    | 15 200                          | 0,57%                           |                                             | 0,68%                                       |
|                | Ousmane Kaba            | PLUS                                   | 14 492                          | 0,54%                           |                                             | 0,54%                                       |
|                | Elhadj Mamadou Sylla    | UDG                                    | 10 534                          | 0,39%                           |                                             | 0,45%                                       |
|                | François Lonseny Fall   | FUDEC                                  | 10 296                          | 0,38%                           |                                             | 0,46%                                       |
|                | Mamady Diawara          | PTS                                    | 8 857                           | 0,33%                           |                                             | 0,31%                                       |
|                | Boubacar Bah            | ADPG                                   | 8 229                           | 0,31%                           |                                             | 0,30%                                       |
|                | M’Bemba Traoré          | PDU                                    | 6 388                           | 0,24%                           |                                             | 0,24%                                       |
|                | Joseph Bangoura         | UDIG                                   | 6 367                           | 0,24%                           |                                             | 0,18%                                       |
|                | Alpha Ibrahima Keira    | PR                                     | 4 756                           | 0,18%                           |                                             | 0,25%                                       |
|                | Mamadou Baadiko Bah     | UFD                                    | 3 966                           | 0,15%                           |                                             | 0,19%                                       |
|                | Fodé Mohamed Soumah     | GECI                                   | 3 266                           | 0,12%                           |                                             | 0,11%                                       |
|                | Saran Daraba Kaba       | CDP                                    | 2 969                           | 0,11%                           |                                             | 0,39%                                       |
|                | Abraham Bouré           | RGUD                                   | 2 398                           | 0,09%                           |                                             | 0,12%                                       |
|                | Bouna Keita             | RGP                                    | 1 779                           | 0,07%                           |                                             | 0,07%                                       |
| Głosy nieważne | Głosy nieważne          | Głosy nieważne                         |                                 |                                 | 177 416                                     |                                             |
| Razem          | Razem                   | Razem                                  |                                 | 100%                            | 1 949 392                                   | 100%                                        |
| Źródło:        |                         |                                        |                                 |                                 |                                             |                                             |

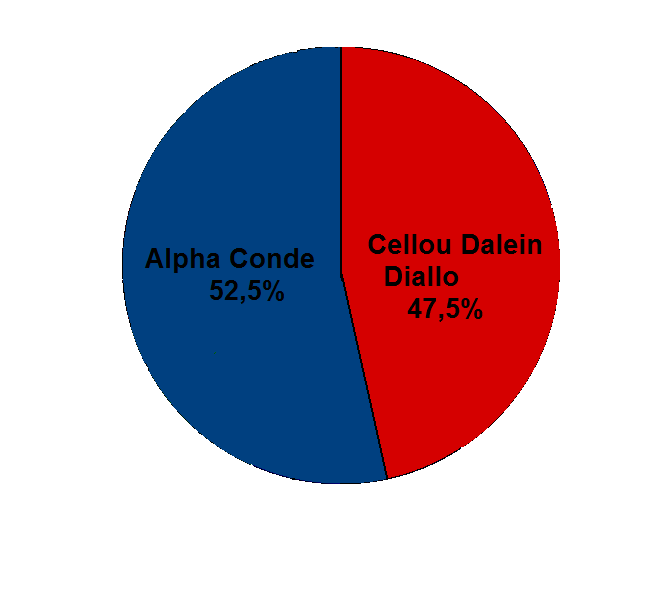
Wyniki drugiej tury wyborów

- Wyniki II tury wyborów prezydenckich:

| Kandydat                  | Kandydat                  | Partia polityczna                      | Liczba głosów | %      |
|                           | Alpha Condé               | Zgromadzenie Ludu Gwinei (RPG)         | 1 474 973     | 52,52% |
|                           | Cellou Dalein Diallo      | Unia Sił Demokratycznych Gwinei (UDFG) | 1 333 666     | 47,48% |
| Głosy nieważne            | Głosy nieważne            | Głosy nieważne                         | 89 594        |        |
| Razem (frekwencja 67,87%) | Razem (frekwencja 67,87%) | Razem (frekwencja 67,87%)              | 2 898 233     | 100%   |
| Źródło:                   |                           |                                        |               |        |